# Diócesis de Kingstown
La diócesis de Kingstown (en latín: Dioecesis Regalitana y en inglés: Roman Catholic Diocese of Kingstown) es una circunscripción eclesiástica de la Iglesia católica en San Vicente y las Granadinas. Se trata de una diócesis latina, sufragánea de la arquidiócesis de Castries. Desde el 22 de diciembre de 2015 su obispo es Gerard County, de la Congregación del Espíritu Santo.

## Territorio y organización
La diócesis tiene 389 km² y extiende su jurisdicción sobre los fieles católicos de rito latino residentes en San Vicente y las Granadinas.
La sede de la diócesis se encuentra en la ciudad de Kingstown, en donde se halla la Catedral de la Asunción. 
En 2023 en la diócesis existían 7 parroquias.

## Historia
La diócesis fue erigida el 23 de octubre de 1989 mediante la bula Diligenter iamdiu del papa Juan Pablo II, tras la división de la diócesis de Bridgetown-Kingstown, de la que también se originó la diócesis de Bridgetown.
El 8 de julio de 2011 fue trasladada de la provincia eclesiástica de Castries a la de Puerto España y unida in persona episcopi hasta el 22 de diciembre de 2015 a la diócesis de Bridgetown. En 2016 volvió a ser sufragánea de Castries.

## Estadísticas
Según el Anuario Pontificio 2024 la diócesis tenía a fines de 2023 un total de 7011 fieles bautizados.
| Año                                                                             | Población            | Población | Población      | Sacerdotes | Sacerdotes    | Sacerdotes    | Bautizados por sacerdote | Diáconos permanentes | Religiosos | Religiosos | Parroquias |
| Año                                                                             | Bautizados católicos | Total     | % de católicos | Total      | Clero secular | Clero regular | Bautizados por sacerdote | Diáconos permanentes | Varones    | Mujeres    | Parroquias |
| ------------------------------------------------------------------------------- | -------------------- | --------- | -------------- | ---------- | ------------- | ------------- | ------------------------ | -------------------- | ---------- | ---------- | ---------- |
| 1990                                                                            | 12 000               | 110 000   | 10.9           | 8          | 5             | 3             | 1500                     |                      | 11         | 9          | 6          |
| 1999                                                                            | 10 000               | 107 000   | 9.3            | 9          | 5             | 4             | 1111                     |                      | 4          | 10         | 6          |
| 2000                                                                            | 10 000               | 107 500   | 9.3            | 7          | 3             | 4             | 1428                     |                      | 4          | 13         | 6          |
| 2001                                                                            | 10 000               | 107 000   | 9.3            | 6          | 3             | 3             | 1666                     |                      | 3          | 14         | 6          |
| 2003                                                                            | 7000                 | 107 000   | 6.5            | 10         | 5             | 5             | 700                      |                      | 5          | 16         | 6          |
| 2004                                                                            | 10 073               | 106 499   | 9.5            | 9          | 5             | 4             | 1119                     |                      | 4          | 17         | 6          |
| 2006                                                                            | 8176                 | 109 022   | 7.5            | 10         | 6             | 4             | 817                      |                      | 4          | 16         | 6          |
| 2013                                                                            | 8500                 | 115 060   | 7.4            | 6          | 5             | 1             | 1416                     | 6                    | 1          | 10         | 6          |
| 2016                                                                            | 8000                 | 110 000   | 7.3            | 10         | 10            |               | 800                      | 6                    |            | 7          | 6          |
| 2019                                                                            | 6877                 | 109 188   | 6.3            | 9          | 9             |               | 764                      | 6                    |            | 8          | 7          |
| 2021                                                                            | 6951                 | 110 290   | 6.3            | 12         | 11            | 1             | 579                      | 10                   | 3          | 5          | 7          |
| 2023                                                                            | 7011                 | 111 883   | 6.3            | 11         | 10            | 1             | 637                      | 9                    | 5          | 4          | 7          |
| Fuente: Catholic-Hierarchy, que a su vez toma los datos del Anuario Pontificio. |                      |           |                |            |               |               |                          |                      |            |            |            |

## Episcopologio
- Robert Rivas, O.P. (23 de octubre de 1989-19 de julio de 2007 nombrado arzobispo coadjutor de Castries)[nota 1]
  - Sede vacante (2007-2011)
- Charles Jason Gordon (8 de julio de 2011-22 de diciembre de 2015 renunció)
- Gerard County, C.S.Sp., desde el 22 de diciembre de 2015